# Thage Sönegård
Thage Sönegård, före år 1950 Pettersson, född 15 april 1922, död 2009, var en svensk friidrottare (kulstötning). Han vann SM-guld i kulstötning år 1953. Han tävlade för Lidköpings IS.